# Gokak
Gokak is een dorp in het district Belgaum van de Indiase staat Karnataka. 

## Demografie
Volgens de Indiase volkstelling van 2001 wonen er 67.166 mensen in Gokak, waarvan 51% mannelijk en 49% vrouwelijk is. De plaats heeft een alfabetiseringsgraad van 67%. 

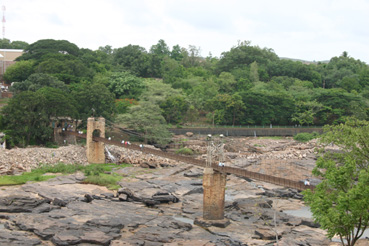
Hangbrug bij Gokak
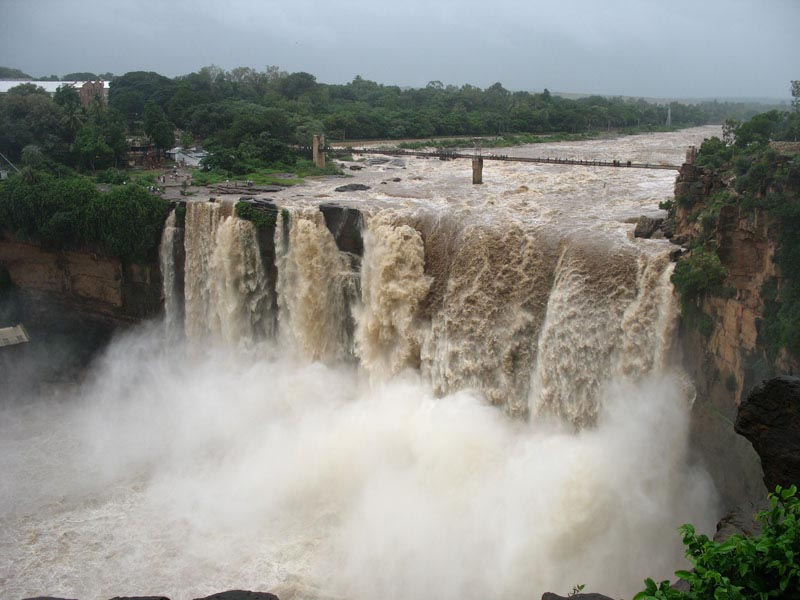
Waterval bij Gokak